# Eva Umlauf
Eva Umlauf (geboren als Eva Hecht am 19. Dezember 1942 in Nováky, Slowakische Republik) ist eine slowakisch-deutsche Kinderärztin, Psychotherapeutin, Überlebende der Shoah und Zeitzeugin. Sie ist eine der jüngsten Überlebenden des KZ Auschwitz.
Am 30. Mai 2025 wurde sie zur Präsidentin des Internationalen Auschwitz Komitees gewählt – als Nachfolgerin des verstorbenen Marian Turski.

## Leben
Eva Umlauf wurde im Arbeitslager Nováky geboren, einem slowakischen Durchgangslager, aus dem Menschen jüdischer Herkunft in Vernichtungslager im besetzten Polen deportiert wurden. Nach knapp zweijährigem Aufenthalt in diesem Lager wurde sie mit ihrer Mutter, die damals im vierten Monat schwanger war, in das KZ Auschwitz deportiert. Es war der letzte Transport aus Sered; er kam erst am 2. November 1944 in Auschwitz an. Die Differenz von zwei oder drei Tagen hat ihr das Leben gerettet, denn zum 31. Oktober 1944 waren – angesichts der vorrückenden Roten Armee und aufgrund der anlaufenden Vertuschungsversuche – die Vergasungen in Auschwitz eingestellt worden. Noch am 30. Oktober 1944 wurden einige Tausend Mütter mit ihren Kindern, die aus Theresienstadt nach Auschwitz deportiert worden waren, im Gas ermordet. Trotz des beginnenden Chaos des Rückzugs wurde der Zweijährigen noch die KZ-Nummer eintätowiert. Sie wurde während dieser schmerzhaften Prozedur ohnmächtig.

„Die Nazis wollten noch alles vertuschen. Es gab weiterhin Todesmärsche, bei einem solchen ist mein Vater erschossen worden. Aber vergast haben sie nicht mehr, weil sie wussten, dass das Ende naht. Sie wollten das Archivmaterial vernichten, aber es war zu spät. Ein paar Hundert, die nicht transportfähig waren, blieben in Auschwitz. Darunter waren wir.“

Nur mit großem Glück überlebten die im Lager an Tuberkulose und Gelbsucht erkrankte Eva und ihre schwangere Mutter den dreimonatigen KZ-Aufenthalt bis zur Befreiung durch die Rote Armee am 27. Januar 1945. Da sie aufgrund von Unterernährung und des schlechten Gesundheitszustandes nicht transportfähig waren, verblieben sie noch sechs Monate im ehemaligen Lager. Im April 1945 wurde dort die Schwester Nora geboren; sie war gesund und wohlauf.
Der Vater Imrich Hecht, 33, wurde am 20. Januar 1945 vom KZ Auschwitz in das KZ Melk, eine Außenstelle des KZ Mauthausen, deportiert, wo er am 20. März 1945 ums Leben kam. Als die Mutter im Juli 1945 mit ihren beiden kleinen Töchtern in die Tschechoslowakei zurückkehrte, nahm sie auch einen sechsjährigen Jungen mit, der in Auschwitz beide Eltern verloren hatte. Die Suche ihrer Mutter nach überlebenden Verwandten war ergebnislos; ihre Mutter, Großmutter, Großvater und alle drei Geschwister waren vom NS-Regime ermordet worden.
In der Folge lebte die Familie in der Kleinstadt Trenčín, in der beide Töchter das Abitur absolvierten. Eva Umlauf studierte in
Bratislava Medizin, heiratete 1966 den polnischen Shoah-Überlebenden und Bauunternehmer Jakob Sultanik und folgte 1967 ihrem Mann nach München. Dort absolvierte sie ihre Facharztausbildung in Kinderheilkunde an der heutigen München Klinik Harlaching. Nach dem Ende des Prager Frühlings flüchteten ihre Mutter sowie deren zweiter Mann nach München. Ihre Schwester, ebenfalls Ärztin, war zu diesem Zeitpunkt bereits in München. Nach dem Unfalltod ihres ersten Mannes heiratete Eva Umlauf erneut und bekam, neben dem Sohn aus erster Ehe, zwei weitere Söhne.
Ab 1976 arbeitete sie viele Jahre in München als Kinderärztin, absolvierte die Ausbildung zur Fachärztin für psychotherapeutische Medizin und ist seit 1996 als Psychotherapeutin in diesem Beruf tätig. Dabei behandelt sie Opfer wie auch Schuldige der Shoah. Sie ist Mitglied der Ärztlichen Akademie für Psychotherapie von Kindern und Jugendlichen.
Am 27. Januar 2011 sprach Eva Umlauf bei der Gedenkfeier zum Jahrestag der Befreiung im KZ Auschwitz. Nach einem Herzinfarkt im Februar 2014 beschloss sie, ihre Erlebnisse öffentlich zu teilen. Im März 2016 erschienen ihre Erinnerungen unter dem Titel Die Nummer auf deinem Unterarm ist blau wie deine Augen beim Verlag Hoffmann und Campe als Buch. 2018 erschien das Buch in slowakischer Sprache. Umlauf hält als Zeitzeugin des Holocausts Lesungen aus ihrem Buch.
In einem offenen Brief in der Süddeutschen Zeitung wandte sich Eva Umlauf „als eine der letzten Holocaust-Überlebenden in Deutschland“ am 30. Januar 2025 an Friedrich Merz und warnte u. a. davor, dass Merz Rechtsextremisten nicht unterschätzen solle und Kompromisse mit demokratischen Parteien suchen möge, weil sonst Feinde unserer Demokratie normalisiert werden.